# Прасс, Фернандо
Фернандо Бюттенбендер Прасс (порт. Fernando Büttenbender Prass; 9 июля 1978, Виаман, Риу-Гранди-ду-Сул) — бразильский футболист немецкого происхождения, игравший на позиции вратаря.

## Биография

### Клубная карьера
Начинал играть в футбол в клубе «Гремио». В 1998 году дебютировал в первой команде клуба в официальных матчах, и за два сезона в её составе принял участие в 38 играх. В 1999 году стал чемпионом штата Риу-Гранди-ду-Сул. После ухода из «Гремио» играл за команды низших дивизионов «Франкана» и «Вила-Нова».
В 2002 году перешёл в «Коритибу», в её составе стал двукратным чемпионом штата Парана и участвовал в матчах Кубка Либертадорес. За три с половиной сезона сыграл 211 матчей за клуб во всех турнирах.
Летом 2005 года подписал контракт с португальским клубом «Униан Лейрия», после того как прежний основной вратарь клуба, бразилец Элтон перешёл в «Порту». В составе «Лейрии» Фернандо дебютировал в чемпионате Португалии 11 сентября 2005 года в игре против «Маритиму» (0:0). В первом сезоне голкипер играл не регулярно, но с лета 2006 года стал основным вратарём клуба. В сезоне 2006/07 со своей командой занял седьмое место в чемпионате Португалии и вышел в Кубок Интертото, где стал победителем, в этом же сезоне признан лучшим игроком клуба. Однако уже в следующем сезоне «Лейрия» вылетела во второй дивизион. Сыграв 14 матчей во втором дивизионе осенью 2008 года, вратарь способствовал возвращению клуба в класс сильнейших, однако во время зимнего перерыва решил вернуться в Бразилию.
В 2009 году вратарь подписал контракт с «Васко да Гама», который в том сезоне впервые в своей истории опустился в Серию Б. Фернандо помог команде одержать победу в турнире и вернуться в Серию А, кроме того, «Васко да Гама» пропустил меньше всех мячей в чемпионате. В 2011 году в составе клуба выиграл Кубок Бразилии. В том же 2011 году включён в символическую сборную чемпионата Бразилии и получил «Серебряный мяч» как лучший вратарь. За четыре сезона провёл 248 матчей за клуб во всех турнирах.
С декабря 2012 года выступает за «Палмейрас». В первом своём сезоне помог команде одержать победу в Серии Б. В 2015 году стал обладателем Кубка Бразилии, в финальном матче против «Сантоса» отразил два послематчевых пенальти и был признан лучшим игроком встречи. 3 апреля 2016 года в игре против «Коринтианса» отразил пенальти, благодаря чему «Палмейрас» впервые за 21 год смог одержать победу в дерби Паулиста. Помог команде дважды выиграть чемпионат Бразилии — в 2016 и 2018 годах.
В начале 2020 года 41-летний Фернандо Прасс перешёл в «Сеару».

### Карьера в сборной
Выступал за молодёжную сборную Бразилии.
В 2016 году вратарь вошёл в состав олимпийской сборной Бразилии для участия в домашних Олимпийских играх, в качестве одного из трёх футболистов старше 23 лет, но незадолго до начала соревнований был вынужден отказаться от участия в них из-за травмы.

## Достижения
- Чемпион штата Риу-Гранди-ду-Сул (1): 1999
- Чемпион штата Гояс (1): 2001
- Чемпион штата Парана (2): 2003, 2004
- Чемпион Бразилии (2): 2016, 2018
- Вице-чемпион Бразилии (1): 2011, 2017
- Победитель Серии B Бразилии (2): 2009, 2013
- Чемпион Кубка Бразилии (2): 2011, 2015
- Обладатель Кубка Интертото (1): 2007